# Fuga vânătorului
Fuga vânătorului (2007) (titlu original Hunter's Run) este un roman științifico-fantastic scris de George R. R. Martin, Gardner Dozois și Daniel Abraham. El reprezintă o versiune rescrisă și extinsă a nuvelei din 2005 Shadow Twin.

## Originile romanului
În 1976, scriitorul și editorul SF Gardner Dozois a conceput începutul unei povești în care un om plutea în întuneric. El l-a numit Ramón, i-a dat o origine hispanică (considerând că protagoniștii acestei etnii erau reprezentați prea slab în SF) și a creionat situația lui, dar nu reușit să ducă mai departe povestea. În anul următor, în timp ce lucra ca instructor invitat la un colegiu catolic pentru femei la care fusese invitat de prietenul și colegul său George R. R. Martin, Dozois i-a citit acestuia povestea. Martin a găsit povestea interesantă și a așteptat ca Dozois să o termine, ceea ce acesta nu a reușit. În 1981, Dozois i-a sugerat lui Martin să continue el povestirea, ceea ce acesta a și făcut, conducând acțiunea până la secvența urmăririi. Martin a venit cu ideea extinderii poveștii la dimensiunile unui roman care să exploreze ecosistemul planetei São Paulo și a găsit similarități între călătoria făcută de Ramón cu paznicul său extraterestru, Maneck, și cea făcută de Huckleberry Finn împreună cu Tom Sawyer pe fluviul Mississippi.
În 1982, Martin i-a dat înapoi povestirea lui Dozois, sugerând să lucreze la ea alternativ până când o vor finaliza. Însă Dozois nu a reușit să găsească vreo idee despre cum să continue povestirea, așa încât aceasta a rămas în sertarul său până în 2002, când Martin a decis să o arate unui al treilea autor, Daniel Abraham. Acesta a finalizat-o și nuvela a apărut în 2004 în ediție limitată cu titlul Shadow Twin. Ulterior, Abraham a revenit asupra manuscrisului și l-a dezvoltat la dimensiunea unui roman, pe care l-a intitulat Fuga vânătorului și l-a publicat în 2007.

## Povestea

Coperta nuvelei Shadow Twin, (C) 2005 Subterranean Press

Pe planeta colonie São Paulo, în capitala Diegotown, un prospector pe nume Ramón Espejo se încaieră într-un bar cu un om care jignise o femeie. Ramón îl ucide, dar apoi află că respectivul era un diplomat și că acum riscă pedeapsa cu moartea. Pentru a scăpa, Ramón decide să plece pentru o vreme în sălbăticia din nordul continentului.
În timpul prospectărilor pe care le face în acea zonă descoperă în mod accidental ascunzătoarea unor extratreștri. Aceștia îl capturează și îi induc o stare de comă. La trezire, Ramón află că trebuie să-i conducă pe extratereștri pe urmele unui alt om care a văzut ascunzătoarea lor și care, odată revenit în civilizație, o poate desconspira. Ținut captiv de către extratrestrul Maneck, Ramón încearcă inițial să-l ajute pe omul pe care îl urmăresc, pândind în același timp orice ocazie de a fugi.
Cu timpul, începe să descopere adevărul despre rasa lui Maneck și află că aceasta s-a ascuns deoarece enyezii, o altă rasă extraterestră, îi vânează pentru a-i extermina. Dacă ei află de la celălalt om că se ascund pe această planetă, îi vor găsi și îi vor ucide. La puțin timp după aceea, Ramón află că individul urmărit este de fapt... chiar Ramón, din al cărui deget retezat a fost clonat el. Ramón reușește să fugă de Maneck și, pentru o vreme, i se alătură originalului său. Astfel, privindu-se din afară, ajunge să se cunoască mai bine, să-și dea seama ce oportunități a ratat în viață și cum ar trebui să acționeze pentru a și-o schimba.
El își omoară geamănul și revine în Diegotown, unde un alt om a fost condamnat pentru crima sa. El reușește să țină secretă față de enyezi existența ascunzătorii din nord și pune la cale un plan pentru a-și reface viața și a se îmbogăți cu ajutorul extratereștrilor cărora le-a salvat viața.

## Lista personajelor
- Ramón Espejo - prospector de pe planeta São Paolo cu un temperament ooleric și o capacitate deosebită de a se descurca în regiunile sălbatice
- Maneck - extraterestru care se folosește de clona realizată dintr-un deget al lui Ramón pentru a-l vâna pe acesta din urmă, împiedicând astfel dezvăluirea ascunzătorii rasei sale
- Elena - iubita lui Ramón din Diegotown, o femeie pasională și geloasă
- Martin Griego - proprietar al unui cimitir de mașini din Nuevo Janeiro
- Johhny Joe Cardenas - criminal din Diegotown, condamnat pentru o crimă comisă de Ramón
- Secretara guvernatorului de pe São Paolo - o asiatică pentru onoarea căreia Ramón comite o crimă; îi întoarce serviciul salvându-l din mâinile enyezilor

## Opinii critice
La data publicării, romanul a fost catalogat ca o nouă referință în SF-ul modern. The Guardian l-a considerat un „roman al inițierii în misterele lumilor posibile, carte a explorărilor și a descoperirilor”. Fantasy Book Critic a văzut în el „e poveste extraordinară, moralizatoare, care te determină să te întrebi ce înseamnă să fii om și o face într-un mod amuzant, creativ și plin de aventură”, iar Library Journal „o alegere bună pentru fanii de hard SF”.
SF Signal a apreciat că, în comparație cu nuvela Shadow Twin, romanul e plin cu material de umplutură, dar, cu toate acestea, îl consideră „o poveste solidă, bine construită și distractivă”. La rândul său, Helium a fost de părere că romanul „îi va încânta pe fanii hard SF-ului și pe cei care apreciază o poveste plină cu lumi extraterestre și noi descoperiri”.